# 御蔵
御蔵（みくら）は、埼玉県さいたま市見沼区の地名。現行行政地名は大字御蔵。郵便番号は337-0033。

## 地理
さいたま市見沼区東部の主に大宮台地上に位置する。地区南部および西部には見沼周囲の開析低地もある。地区の北西部、日本大学法学部大宮グラウンド付近に飛地がある。地区内は中央部を中心に耕作地が多く周辺部は宅地化もされているが、古くからある民家やその屋敷森が点在して見られる。地区内にクマガイソウの埼玉県で最大の自生地である「御蔵のクマガイソウ」がある。

### 地価
国土交通省地価公示
- 所在及び地番：大字御蔵字大ケ谷戸1325番6
- 価格：99,000円/m2
- 利用現況：住宅
  - 2018年（平成30年）7月1日現在[8]

## 歴史
もとは江戸期より存在した足立郡南部領に属する御蔵村であった。御蔵は御倉とも記された。村高は正保年間の『武蔵田園簿』では88石（田34石余、畑53石余）、『元禄郷帳』では88石余、『天保郷帳』では128石余であった。助郷は日光御成街道大門宿に出役していたが、寛保・宝暦年間は中山道大宮宿にも出役していた。化政期の戸数は66軒で、村の規模は東西5町余、南北10町余であった。宝永期頃より白岡村と合わせて一村扱いされ、検地帳には御蔵白岡村とされているものもあるという。地名の由来は諸説あり定かではないが、鎌倉期〜室町期に当地で営んでいた質屋の者を意味する土倉のことを当時の土人（地元の人）が「御蔵」と称していたことが地名の起源のひとつと云われている。
- はじめは幕府領、1625年（寛永2年）より知行は旗本松野氏[4]。なお、検地は1705年（宝永2年）に実施。
- 1828年（文政11年）より大門宿寄場34か村組合に所属[4]。
- 幕末時点では足立郡御蔵村であった。明治初年の『旧高旧領取調帳』の記載によると、知行は旗本松野八郎兵衛であった[10]。
- 1869年（明治2年）12月2日 - 旗本領が上知され、浦和県の管轄となる（府藩県三治制も参照）。
- 1871年（明治4年）11月13日 - 第1次府県統合により埼玉県の管轄となる。
- 1874年（明治7年）- 江戸期からある白岡村が御蔵村に編入される[9][11]。
- 1879年（明治12年）3月17日 - 郡区町村編制法により成立した北足立郡に属す。郡役所は浦和宿に設置。
- 1889年（明治22年）4月1日 - 町村制施行により、片柳村・山村・東新井村・中川村・笹丸村・御蔵村・染谷村・南中野村・南中丸村・上山口新田・西山村新田・新右エ門新田・加田屋新田が合併し、新たな片柳村が成立する[12]。片柳村の大字御蔵となる[4]。
- 1955年（昭和30年）1月1日 - 片柳村が指扇村・馬宮村・植水村・春岡村・七里村とともに大宮市へ編入[13]。片柳村消滅。大宮市の大字となる。
- 1958年（昭和33年）12月3日 - 「御蔵のクマガイソウ」が市の天然記念物に指定される[6]。
- 1959年（昭和34年）4月15日 - 地内に大宮市立片柳中学校（現さいたま市立片柳中学校）が現在地（御蔵551番地）に移転され、落成式を挙行する。
- 1963年（昭和38年）4月10日 - 地内に片柳幼稚園が開園する[14]。
- 1963年（昭和40年）11月6日 - 「御蔵のイカリソウ」が市の天然記念物に指定される[15]。
- 1976年（昭和51年）2月 - 地内ほか2ヶ所で米軍の不発弾が発見される[16]。
- 2001年（平成13年）5月1日 - 浦和市、大宮市、与野市の合併によりさいたま市が発足、さいたま市の大字となる。
- 2003年（平成15年）4月1日 - さいたま市が政令指定都市に移行し、さいたま市見沼区の大字となる。

### 御蔵村に存在していた小字
- 榎下・篠下・小ヶ谷戸・池袋・大ヶ谷戸・山中・原[17]・陣屋前[18]

## 世帯数と人口
2018年（平成30年）12月1日現在の世帯数と人口は以下の通りである。
| 大字 | 世帯数   | 人口    |
| ---- | -------- | ------- |
| 御蔵 | 2830世帯 | 6,629人 |
| 計   | 2830世帯 | 6,629人 |

## 小・中学校の学区
市立小・中学校に通う場合、学区（校区）は以下の通りとなる。
| 大字 | 番地                                                                     | 小学校                   | 中学校                 |
| ---- | ------------------------------------------------------------------------ | ------------------------ | ---------------------- |
| 御蔵 | 20〜21、24-3、1346〜1357、1366、1417〜1433、1444、1455、1457、1459〜1534 | さいたま市立海老沼小学校 | さいたま市立片柳中学校 |
| 御蔵 | その他                                                                   | さいたま市立片柳小学校   | さいたま市立片柳中学校 |

## 交通
地区内に鉄道は敷設されていない。最寄り駅は北浦和駅であるが、大ケ谷戸1325-6の地点よりおよそ4.4 km離れていて徒歩圏ではない。

### 道路
- 埼玉県道65号さいたま幸手線
- 埼玉県道214号新方須賀さいたま線

### バス
県道65号沿道に北から小松台・御蔵白岡・片柳保育園前・鎌倉公園入口・木野下バス停が地区内に設置されている。また、県道214号沿道に東から染谷入口・片柳郵便局・庚申塚・日大前バス停が地区内に設置されている。

## 文化財・寺社
- 真蔵院
- 慈照寺
- 薬師堂
- 神明神社
- 愛宕神社
- 御蔵のクマガイソウ（市指定天然記念物） - 東西御蔵自治会館（御蔵995番地）の道路を挟んだ向かいにある民家（尾島農園）敷地内の竹藪に群生する。花期のみ一般公開[6][21]。なお、クマガイソウは見沼区の花である。
- 御蔵のイカリソウ（市指定天然記念物） - 上記民家（尾島農園）敷地内の東側斜面に自生する。花期のみ一般公開[15]。花期は上記クマガイソウと重なる。

## 施設
- さいたま市立片柳中学校[20]
- 日本大学法学部大宮グラウンド （一部） - 体育館の敷地の一部が大字御蔵に掛かる。
- 片柳幼稚園
- 片柳保育園
- JAさいたま片柳
- 呉ソフトウェア工房
- 彩の国フォーシーズンメモリアル（墓地）
- 御蔵自治会館
- 柳団地自治会館
- 東西御蔵自治会館 - 旧片柳農民センター
- 鎌倉公園
- 御蔵南公園
- 大ヶ谷戸北公園
- 山中公園
- 山中北公園